# Elaiófiton
Elaiófiton (Elaiofyto) är en ort i Grekland.   Den ligger i prefekturen Nomós Aitolías kai Akarnanías och regionen Västra Grekland, i den centrala delen av landet, 220 km väster om huvudstaden Aten. Elaiófiton ligger 351 meter över havet och antalet invånare är 172.
Terrängen runt Elaiófiton är kuperad åt nordost, men åt sydväst är den platt. Elaiófiton ligger uppe på en höjd. Runt Elaiófiton är det tätbefolkat, med 356 invånare per kvadratkilometer. Närmaste större samhälle är Agrínio, 5,5 km söder om Elaiófiton. == Kommentarer ==
1. ↑  Framräknat ur variansen i alla höjduppgifter (DEM 3") från Viewfinder Panoramas, inom 10 km radie.[2] Mer om algoritmen finns här: Användare:Lsjbot/Algoritmer.